# Qəhrəmanlı (Beyləqan)
Qəhrəmanlı è un comune dell'Azerbaigian situato nel distretto di Beyləqan. Conta una popolazione di 2.032 abitanti.